# Arabe chypriote
L'arabe chypriote, également appelé arabe maronite, arabe chypriote maronite ou arabe de Kormakítis, est un dialecte arabe périphérique parlé dans la communauté maronite de Chypre.
Depuis novembre 2008, l'arabe chypriote est déclaré langue minoritaire selon la Charte européenne des langues régionales ou minoritaires.

## Histoire
L'arabe chypriote s'est développé au sein d'une minorité religieuse originaire du Liban et installée à Kormakítis, qui aurait — selon la tradition — immigré depuis le village libanais de Kour il y a plus de mille ans.
En 1974, à la suite des violences inter-ethniques entre Grecs et Turcs, la majorité de sa population a été déplacée et s'est éparpillée dans le sud de l'île, provoquant le déclin de la langue. En 2023 il n'y a plus qu'environ 300 habitants à Kormakítis et moins d'un millier de personnes sur toute l'île parlant couramment l'arabe chypriote, tous âgés de plus de quarante ans.

## Particularités
Certains mots de l'arabe chypriote sont facilement identifiés comme arabes (mais avec une conjugaison et une prononciation modifiées), d'autres sont empruntés au grec chypriote. L'arabe chypriote se distingue aussi de l'arabe moderne par l'élision de certaines lettres et par l'absence de distinction entre voyelles courtes et longues.

## Écriture
L'arabe chypriote n'est pas écrit avant 2007, quand Alexander Borg développe et présente un alphabet. En mai 2009, le Comité des experts pour la codification de l’arabe chypriote maronite soumet un plan d'action pour la codification et la revitalisation de la langue, incluant notamment l'adoption de l’alphabet. Il est notamment utilisé dans les journaux Κοινοτικό Βήμα et Ο Τύπος των Μαρωνιτών.
| Alphabet arabe chypriote de 2007, | Alphabet arabe chypriote de 2007, | Alphabet arabe chypriote de 2007, | Alphabet arabe chypriote de 2007, | Alphabet arabe chypriote de 2007, | Alphabet arabe chypriote de 2007, | Alphabet arabe chypriote de 2007, | Alphabet arabe chypriote de 2007, | Alphabet arabe chypriote de 2007, | Alphabet arabe chypriote de 2007, | Alphabet arabe chypriote de 2007, | Alphabet arabe chypriote de 2007, | Alphabet arabe chypriote de 2007, | Alphabet arabe chypriote de 2007, | Alphabet arabe chypriote de 2007, | Alphabet arabe chypriote de 2007, | Alphabet arabe chypriote de 2007, | Alphabet arabe chypriote de 2007, | Alphabet arabe chypriote de 2007, | Alphabet arabe chypriote de 2007, | Alphabet arabe chypriote de 2007, | Alphabet arabe chypriote de 2007, | Alphabet arabe chypriote de 2007, | Alphabet arabe chypriote de 2007, | Alphabet arabe chypriote de 2007, | Alphabet arabe chypriote de 2007, | Alphabet arabe chypriote de 2007, | Alphabet arabe chypriote de 2007, | Alphabet arabe chypriote de 2007, |
| --------------------------------- | --------------------------------- | --------------------------------- | --------------------------------- | --------------------------------- | --------------------------------- | --------------------------------- | --------------------------------- | --------------------------------- | --------------------------------- | --------------------------------- | --------------------------------- | --------------------------------- | --------------------------------- | --------------------------------- | --------------------------------- | --------------------------------- | --------------------------------- | --------------------------------- | --------------------------------- | --------------------------------- | --------------------------------- | --------------------------------- | --------------------------------- | --------------------------------- | --------------------------------- | --------------------------------- | --------------------------------- | --------------------------------- |
| A                                 | B                                 | C                                 | D                                 | Δ                                 | E                                 | F                                 | G                                 | Ġ                                 | Ċ                                 | I                                 | J                                 | K                                 | L                                 | M                                 | N                                 | O                                 | P                                 | Θ                                 | R                                 | S                                 | T                                 | U                                 | V                                 | W                                 | X                                 | Y                                 | Z                                 | Ş                                 |
| a                                 | b                                 | c                                 | d                                 | δ                                 | e                                 | f                                 | g                                 | ġ                                 | ċ                                 | i                                 | j                                 | k                                 | l                                 | m                                 | n                                 | o                                 | p                                 | θ                                 | r                                 | s                                 | t                                 | u                                 | v                                 | w                                 | x                                 | y                                 | z                                 | ş                                 |

En 2013, cet alphabet est révisé par une équipe de recherche du Ministère de l'Éducation à la standardisation et à la diffusion de l'alphabet.
| A | B | C | Γ | D | Δ | E | F | Θ | I | J | K | L | M | N | O | P | R | S | Ş | T | U | V | W | Χ | Y | Z |
| a | b | c | γ | d | δ | e | f | θ | i | j | k | l | m | n | o | p | r | s | ş | t | u | v | w | χ | y | z |